# (11053) 1991 CQ6
1991 سي كيو 6 (ويعرف أيضًا باسم (11053) 1991 سي كيو 6 وفق تسمية الكوكب الصغير) (بالإنجليزية: 1991 CQ6)‏ هو كويكب ضمن حزام الكويكبات؛ وترتيبه 11053 من حيث الاكتشاف.
اكتُشف هذا الجُرم الفلكي بواسطة سيجي أويدا في 3 فبراير 1991.

## وصلات خارجية
- (11053) 1991 CQ6 في قاعدة بيانات مختبر الدفع النفاث لأجرام النظام الشمسي الصغيرة

- الاكتشاف · مخطط المدار ·  العناصر المدارية · المعلمات المادية

- (11053) 1991 CQ6 على موقع ويكي سكاي: DSS2, SDSS, GALEX, IRAS, Hydrogen α, X-Ray, Astrophoto, Sky Map, Articles and images